# La red de Santini
La red de Santini (Santini's Netzwerk) es un documental musical del director alemán Georg Brintrup, rodado en 2013. La película narra momentos esenciales y significativos de la vida y la ópera del abad romano Fortunato Santini (1777-1861), el cual logra en sólo cincuenta años reunir la biblioteca musical privada más completa del mundo. 

## Argumento
El abate Santini (anciano) narra a un joven capellán alemán su vida y la historia de su colección. El capellán había ya convencido Santini de venderla al obispo de Münster, en Westfalia. 

La narración de Santini se alterna con intervenciones de Edward Dent, el famoso musicólogo inglés. Dent describe cómo descubrió la colección y las vicisitudes a que se vio enfrentada durante el Nazi-Fascismo, la guerra y aún después, cuando un « diluvio » la diezmó. 

En los dos niveles narrativos se integran intervenciones de historiógrafos y musicólogos contemporáneos (Markus Engelhardt, del « Istituto Storico Germanico » en Roma y Peter Schmitz, egresado de la Universidad de Münster). 

Se integran también - y antes que nada - « comentarios musicales » : obras más o menos conocidas de música antigua italiana y alemana, presentadas por músicos de ambos países.  

## Intérpretes y Personajes
- Renato Scarpa: Fortunato Santini
- John Gayford: Edward Dent
- Maximilian Scheidt: Felix Mendelssohn
- Harald Redmer: Carl Friedrich Zelter
- Domenico Galasso: Giuseppe Baini
- Claudio Marchione: Giuseppe Jannacconi
- Pietro M. Beccatini: Carlo Odescalchi
- Antonio Giovannini: Mariano Astolfi
- Florian Steffens: Edward Dent giovane
- Emanuele Paragallo: Fortunato Santini giovane

## Comentario
Fortunato Santini fue un sacerdote que vivió en Roma y que transcurrió su vida en un constante esfuerzo por coleccionar partituras musicales, ya fueran autógrafas o copiadas. El objeto principal de la colección era, hay que decirlo, las partituras más antiguas, localizadas en Roma, en bibliotecas privadas o eclesiásticas, pero la búsqueda se extendió al resto de Italia y al extranjero, gracias a una  intensa red de contactos que el abate logró tejer mediante intercambios, compras y ventas de partituras. A él se debe que muchas composiciones de música europea hayan llegado hasta nosotros. 

	La colección llegó a reunir 20.000 títulos, con 4 500 manuscritos y 1 200 estampas y así, como ya dijimos,  convertirse en la biblioteca musical mundial privada más completa en el período de su vida. 

La película recorre la vida del abad contando en que forma el musicólogo, actuando prácticamente solo y sin grandes medios financieros, logra su propósito, aún más, casi sin moverse de Roma. 

	Su  secreto era, en efecto, negociar con todos los musicólogos que podía, enriqueciendo de este modo los « hilos » de su red italiana y europea que se extendía de Roma a Bolonia, Venecia, París, Bruselas hasta Oxford, Londres, Copenhague, Berlín, Múnich, Aix-la-Chapelle, Viena y aún Moscú y San Petersburgo. 

	La música escogida forma parte, en su integralidad, de la colección de obras de la red, y es de Antonio Lotti, Tomas Luis de Victoria, Cristóbal de Morales, Giacomo Carissimi, Francesco Durante, Giovanni Battista Martini, Palestrina, Graun, Händel y Bach, y también de Alessandro Melani, Domenico y Alessandro Scarlatti, Francesco Durante y del mismo Fortunato Santini. 

	La película ha dado un impulso positivo al proyecto cultural italo-alemán "La Vía dell'Anima" (El camino del Alma), cuyo propósito es el de valorizar y dar a conocer, mediante conciertos, oficios litúrgicos, películas y grabaciones, el inmenso patrimonio musical que representa la colección.

## Columna sonora
El « programa musical » de la película es interpretado por el « ‘Ensemble Seicento Novecento di Roma », de la Capilla musical de « Santa Maria dell'Anima », dirigida por el maestro Flavio Colusso, y por la Capilla Ledgeriana (Católica) de la Catedral de Münster, dirigida por Andreas Bollendorf y  Verena Schürmann. 

| Título | Compositor                | Obra                                  |
| ------ | ------------------------- | ------------------------------------- |
| 1.     | Antonio Lotti             | Crucifixus                            |
| 2.     | Tomás Luis de Victoria    | Salve Regina                          |
| 3.     | Cristóbal de Morales      | Lamentabatur Jacob                    |
| 4.     | Giacomo Carissimi         | Jephte, Plorate filii Israel          |
| 5.     | Antonio Caldara           | Kyrie aus der Missa Dolorosa          |
| 6.     | Francesco Durante         | Lamentationes Jeremiae Prophetae      |
| 7.     | Palestrina                | Kyrie aus der Missa Ut-Re-Mi-Fa-So-La |
| 8.     | Giovanni Battista Martini | Sonata g-moll für Orgel, Sarabanda    |
| 9.     | Palestrina                | Aleph III                             |
| 10.    | Carl Heinrich Graun       | Der Tod Jesu                          |
| 11.    | Georg Friedrich Händel    | Non esce un guardo mai                |
| 12.    | Georg Friedrich Händel    | Resurrezione                          |
| 13.    | Alessandro Melani         | Magnificat                            |
| 14.    | Johann Sebastian Bach     | Passio secundum Joannem               |
| 15.    | Fortunato Santini         | Te Deum a Due Cori                    |
| 16.    | Domenico Scarlatti        | Sonatas in f-Moll K. 519              |
| 17.    | Francesco Durante         | Requiem Lacrimosa                     |
| 18.    | Alessandro Scarlatti      | Agar et Ismaele esiliati, grave       |
| 19.    | Domenico Scarlatti        | sonata in f minor L.281 K.239         |
| 20.    | Georg Friedrich Händel    | Israel in Egypt / a thick darkness    |
| 21.    | Fortunato Santini         | Sancte Paule Apostole                 |